# Monica Padman
Monica Padman (Duluth, 24 de agosto de 1987) es una podcaster, actriz, y productora estadounidense. Es más conocida por cocrear, ser coanfitriona, y editar el podcast Armchair Expert junto a su coanfitrión Dax Shepard. Como actriz,  ha aparecido en películas y series televisivas, entre las que se incluyen Chips, The Good Place, Rutherford Falls, y Ryan Hansen Soluciona Delitos en Televisivos.

## Educación y primeros años
Padman nació en Atlanta, Georgia, hija de padre ingeniero y madre programadora de computación. Su madre se mudó a los Estados Unidos desde India a los seis años de edad, mientras que su padre lo hizo, también desde India, como estudiante universitario para conseguir oportunidades educativas.
Padman menciona su amor de la serie Friends la película Good Will Hunting como las inspiraciones para querer ser actriz, cuand se encontraba en octavo grado de la escuela. Empezó a estudiar teatro en el colegio secundario, donde participó en animación deportiva. En la Universidad de Georgia,  obtuvo la doble titulación en teatro y relaciones públicas.

## Carrera
En 2011, Padman se mudó a Los Ángeles para intentar lograr una carrera en la actuación. Se entrenó en comedia de improvisación en la compañía Upright Citizens Brigade, mientras trabajaba como niñera y como empleada administrativa en SoulCycle. Padman conoció aKristen Bell y Dax Shepard a través de círculos sociales en común, y consiguió un rol actoral en un episodio de la serie House of Lies, donde interpretó a la asistente de Bell. Bell posteriormente la contrató como niñera. Su función gradualmente evolucionó a ser la asistente personal de Bell, y luego devenir en socia profesional tanto de Bell como de Shepard. En 2019, Bell mencionó a Padman como su "jefe de personal".

### Podcast Armchair Expert
Padman es la cocreadora y coanfitriona del podcast Armchair Expert junto a Dax Shepard. El programa se lanzó el 14 de febrero de 2018, y su foco es en conversaciones de profundidad con huéspedes célebres sobre su crianza, retos y éxitos. Así como en entrevistas de profundidad a expertos de diversas temáticas, tales como psicología, negocios, medicina, entre otros. Los episodios típicamente duran entre 90 y 120 minutos, y finalizan con un control de datos, donde Padman y Shepard discuten el episodio y las investigaciones que Padman ha realizado sobre los datos verificables mencionados por Shepard o sus invitados durante la entrevista. El control de datos típicamente dura aproximadamente 30 minutos, y a menudo deriva en conversaciones sobre anécdotas personales. Es la parte del episodio donde mayor presencia de Padman existe, ya que en las entrevistas, toma un rol de menor participación que el de su coanfitrión. Además de su función como coanfitrión, también edita cada episodio y huéspedes de libros.
El programa contó con celebridades invitadas tales como Kristen Bell, Ashton Kutcher, Will Ferrell, Kumail Nanjiani, y Julia Louis-Dreyfus. El 7 de junio de 2018, el programa lanzó su primer episodio de "Experts on Expert", una serie de entrevistas en profundidad a expertos de diversos campos, entre los que se incluyen Bill Gates, Barack Obama, y el Príncipe Harry. En 2018, Apple nombró a Armchair Expert como uno de los 15 podcasts del año. En iTunes, fue, a su vez, el podcast nuevo más descargado  del año.
El 14 de febrero de 2020, se lanzó una serie derivada de diez episodios llamada Monica and Jess Love Boys. La serie sigue a Padman y su amigo y coanfitrión Jess Rowland mientras entrevistan a expertos en relaciones para mejorar sus vidas personales y de pareja. El episodio final de esta miniserie se presentó el 15 de abril de 2020.
El 22 de junio de 2021, junto a Kristen Bell, Padman presenta el podcast Shattered Glass, que incluye conversaciones con mujeres prominentes de diferentes áreas, como el deporte, la política, el entretenimiento, el emprendedorismo y el activismo. A partir del segundo episodio, cambió el título de la serie por We Are Supported By, debido a un conflicto de Derecho de autor con otro podcast denominado Shattered Glass, que existía desde 2017.

## Filmografía como actriz
| Año  | Título                                         | Rol                 |
| ---- | ---------------------------------------------- | ------------------- |
| 2010 | Drop Dead Diva                                 | Emma                |
| 2014 | House of Lies                                  | Ayudante            |
| 2014 | HelLA                                          | Actriz molesta      |
| 2015 | This is Why We're Single                       | Compañera de cuarto |
| 2016 | On the Bright Side                             | Groupie #1          |
| 2017 | My Boyfriend is a Robot                        | Camarera            |
| 2017 | CHiPs                                          | Becky               |
| 2017 | Ryan Hansen Solves Crimes on Television        | Barista             |
| 2018 | The Good Place                                 | Eleanor-1           |
| 2019 | Bless This Mess                                | Danika              |
| 2019 | Justin & Jill's Drunk History: The Birth Story | Lizzie              |
| 2021 | Rutherford Falls                               | Melanie             |

## Premios y nominaciones
En 2019, Padman recibió una nominación a los Premios Emmy por su trabajo como productora en Momsplaining, una serie de internet conducida por Kristen Bell y emitida en el canal de YouTube de The Ellen DeGeneres Show.